# مایزورو، کیوتو
مایزورو در استان کیوتو در کشور ژاپن واقع شده‌است که دارای جمعیت ۹۰٬۴۶۱ نفر و مساحت ۳۴۲٫۱۵ کیلومتر مربع با تراکم جمعیت ۲۶۴ نفر در کیلومترمربع است و در تاریخ ۲۷ مه ۱۹۴۳ به عنوان شهر شناخته شد.